# Bandeira de Angra dos Reis
A Bandeira do município de Angra dos Reis foi apresentada no 1º Congresso Fluminense de Heráldica, ocorrido em Petrópolis no ano de 1963, tendo havido algumas modificações ao longo dos anos.
Inicialmente, consistia em uma bandeira em um fundo azul plano, com o brasão do município ao centro em proporção. Em 16 de Maio de 1985 foi adotada outra versão, repartida ao centro em branco e azul, com o brasão do município deslocado ao campo branco, à sinistra. Lei 279 de 16 de Maio de 1985 do então Prefeito João Luiz Gibrail Rocha.
Atualmente, desde a década de 2000, é representada em fundo branco, junto à tralha, repartido verticalmente em azul, seguindo as cores da bandeira do estado do Rio de Janeiro.
Ao centro, o brasão do município reproduzido nas suas cores, tendo ainda seis conchas, ressaltando o município com vocação marítima e representando os seis distritos que haviam no município de Angra dos Reis até 1993.
Para fins de reprodução deve-se utilizar como base a proporção 07:10, ou 14 x 20 módulos, como a bandeira nacional

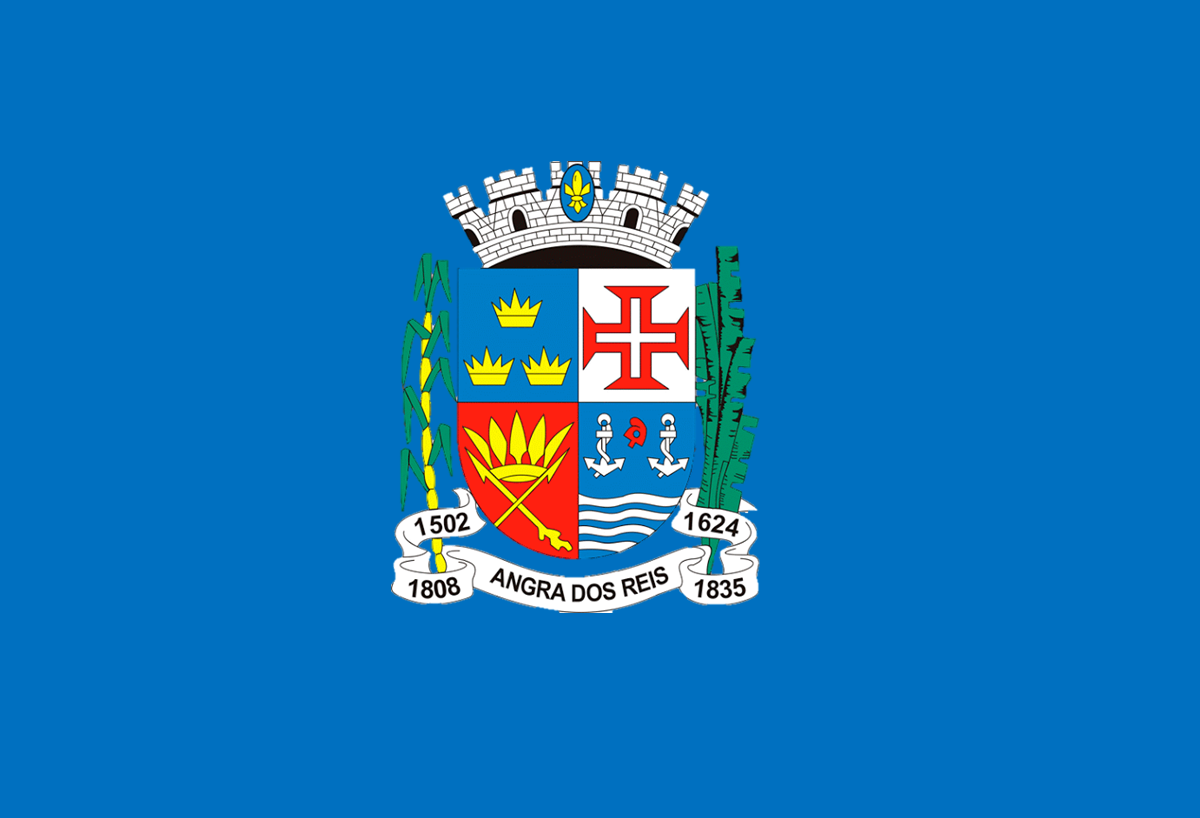
(1963 - anos 1980)
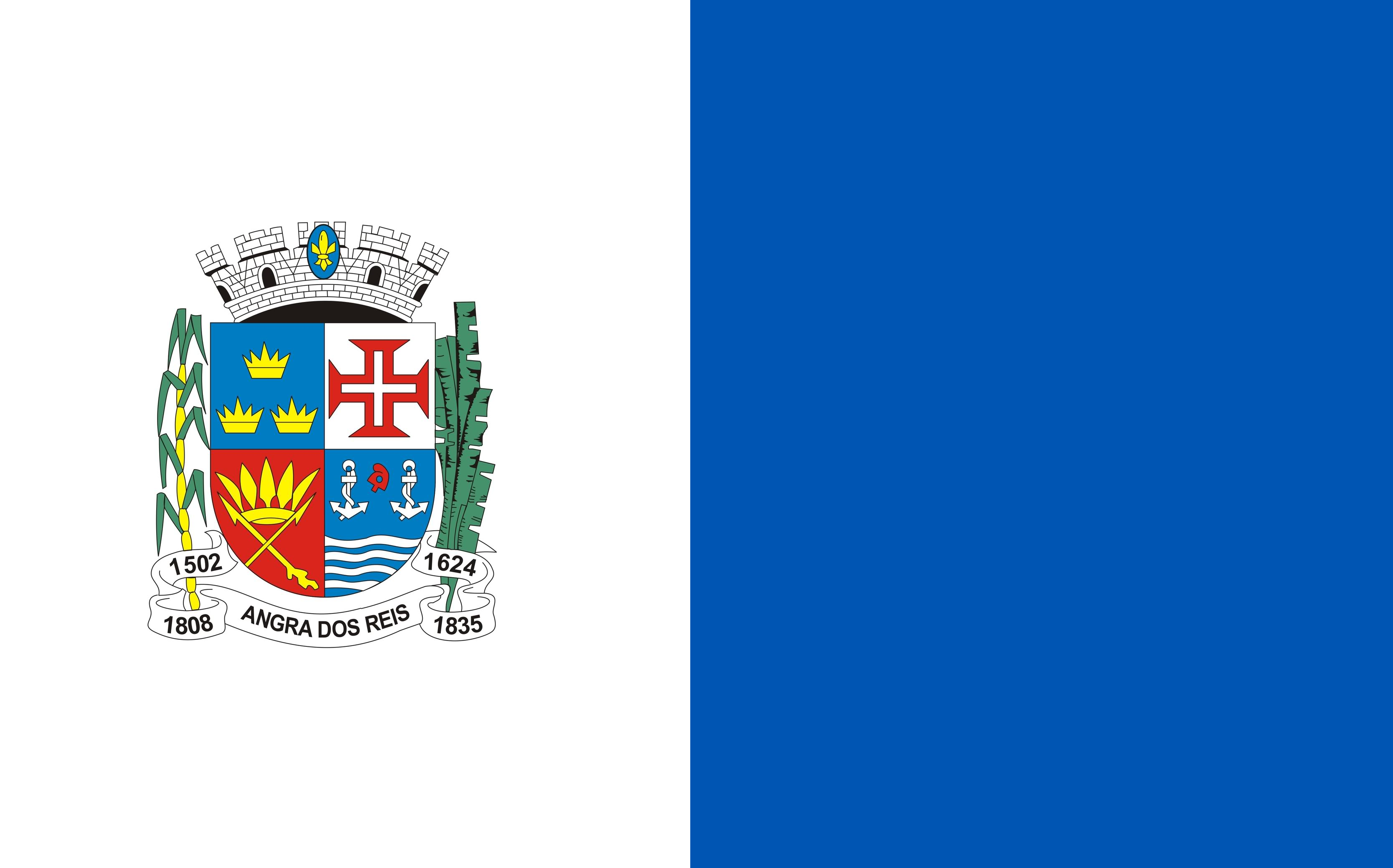
(anos 1980 - anos 2000)